# Emanuele Sodini
Emanuele Sodini (Viareggio, 21 novembre 1920 – ...) è stato un calciatore italiano, di ruolo attaccante.

## Carriera
Nella stagione 1939-1940 gioca in prestito alla Pistoiese, in Serie C.
Nella stagione 1940-1941 segna 2 reti in 14 presenze con lo Spezia, in Serie B, mentre l'anno seguente va invece a segno 5 volte in 16 partite, sempre nella serie cadetta.
Nella stagione 1942-1943 passa alla Ternana, con cui segna 4 gol in 23 presenze in Serie C.
Dopo alcuni anni di inattività dovuti allo scoppio della Seconda guerra mondiale, nella stagione 1945-1946 milita nel Prato nel torneo misto di Serie B e C, nel quale segna 16 gol in 25 presenze contribuendo così alla vittoria del campionato da parte della sua squadra.
Nella stagione 1946-1947 ha invece giocato in Serie B con il Viareggio, che a fine anno è retrocesso in Serie C.
L'anno successivo ha segnato 3 gol in 18 presenze con la maglia della Pistoiese ed a fine anno si è trasferito nuovamente al Viareggio, con cui ha giocato per una stagione in Serie C.

## Palmarès

### Club

#### Competizioni nazionali
- Serie C: 2

Ternana: 1942-1943
Prato: 1945-1946